# Source Code Control System
Source Code Control System (SCCS) — первая система управления версиями, разработанная в Bell Labs в 1972 году Марком Рочкиндом (англ. Marc J. Rochkind) для компьютеров IBM System/370, работавшая под управлением OS/MVT. В дальнейшем была создана версия для PDP-11 под управлением операционной системы UNIX. В дальнейшем SCCS была включена в состав нескольких вариантов UNIX. Набор команд SCCS в настоящее время является частью Single UNIX Specification.
SCCS являлась самой распространённой системой управления версиями до появления RCS. Несмотря на то, что в настоящее время SCCS следует признать устаревшей системой, формат файлов, разработанный для SCCS, до сих пор используется некоторыми системами управления версиями, такими как BitKeeper и TeamWare. Система Sablime также позволяет использовать файлы SCCS. Для хранения изменений SCCS использует т. н. технику чередующихся изменений (англ. interleaved deltas). Данная техника используется многими современными системами управления версиями в качестве основы для изощрённых методов слияния.
Система SCCS также известна так называемой sccs_id-строкой, например:
```
static char sccsid[] = "@(#)ls.c        8.1 (Berkeley) 6/11/93";
```

Строка содержит имя файла, дату, возможно, что-то еще. После компиляции эту строку по шаблону «@(#)» легко отыскать в бинарных и объектных файлах и определить, какие исходные файлы использовались при компиляции.

## Системы UNIX, включавшие SCCS
- Programmer's Workbench UNIX
- UNIX System III
- UNIX System V